# Good Love
Good Love to pierwszy oficjalny singel promujący nadchodzący album Sheeka, "Silverback Gorilla". Wydany w 2008 roku. 
Do "Good Love" powstał klip, którego produkcją kierowali Todd Angkasuwan i Geomar Wells. Wystąpili na nim gościnnie Jadakiss i Styles P.